# Евхоя
Евхоя (карел. D’Ouhoja) — деревня в составе Гирвасского сельского поселения Кондопожского района Республики Карелия Российской Федерации.

## Общие сведения
Расположена на северо-западном берегу озера Сундозеро.

## Население
Численность населения в 1905 году составляла 58 человек.
| 2002 | 2009 | 2010 | 2013 |
| ---- | ---- | ---- | ---- |
| 10   | ↘3   | →3   | ↘2   |